# Estland ved vinter-OL 2022
Estland deltog i vinter-OL 2022 i Beijing, Kina i perioden 4. – 20. februar 2022.

## Medaljer
| 2022 Beijing | Guld | Sølv | Bronze | Total |
| Estland      | 0    | 0    | 1      | 1     |

### Medaljevindere
| Estland under vinter-OL 2022 i Beijing | Estland under vinter-OL 2022 i Beijing | Estland under vinter-OL 2022 i Beijing | Estland under vinter-OL 2022 i Beijing | Estland under vinter-OL 2022 i Beijing |
| Medalje                                | Navn                                   | Sport                                  | Event                                  | Dato                                   |
| -------------------------------------- | -------------------------------------- | -------------------------------------- | -------------------------------------- | -------------------------------------- |
| Bronze                                 | Kelly Sildaru                          | Freestyle skiløb                       | Damernes slopestyle                    | 15. februar                            |